# کریس اسفیریس

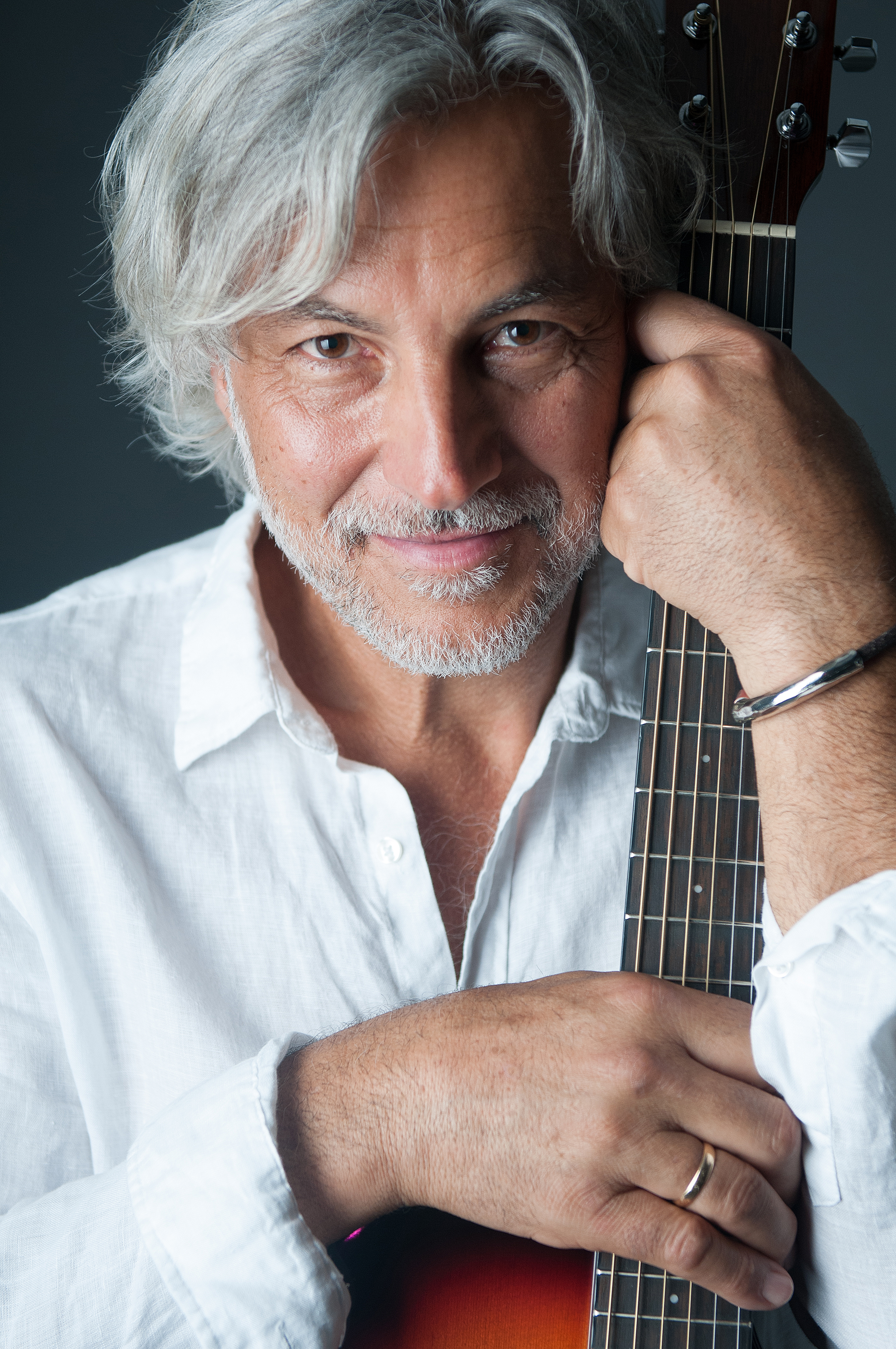
کریس اسفیریس، آهنگساز آمریکایی‌یونانی، ۲۰۱۶

کریس اسفیریس (به انگلیسی: Chris Spheeris) (به یونانی: Χρήστος Σφυρής) یک آهنگساز آمریکایی-یونانی موسیقی بی‌کلام می‌باشد. او ساززن، خواننده و نوازنده است. کریس عموزادهٔ Penelope Spheeris و برادرش Jimmie Spheeris، و کوستا گاوراس است.

## زندگی‌نامه و سابقه فعالیت
اسفیریس اهل میلواکی، ویسکانسین بوده و نوشتن ترانه روی گیتارش را از نوجوانی آغاز کرده‌است. در سال ۱۹۸۵ میلادی، کریس آهنگسازی برای فیلم را شروع کرد. کارش در همکاری با کارگردان Chip Duncan شامل سریال‌های تلویزیونی Is Anyone Listening، Mystic Lands (Discovery Networks)، In A Just World (PBS) و تولید کلاسِ درس The Life & Death of Glaciers (Discovery Education) می‌شود.

## تغییر قطبی
اسفیریس آهنگ‌های «Field of Tears» و «Pura Vida» را (همراه با Paul Voudouris) برای آلبوم تغییر قطبی محصول سال ۱۹۹۱ میلادی ساخته‌است؛ آلبومی که هنرمندان برجسته‌ای نظیر ونگلیس و یانی در آن قطعاتی ساخته‌اند.

## ترانه‌شناسی
- خواسته‌های قلب (۱۹۸۷)
- مسیرهایی به تسلیم شدن (۱۹۸۸)
- سحر (۱۹۹۰)
- تمدن (۱۹۹۳)
- خواسته‌ها (۱۹۹۴)
- گذرگاه (۱۹۹۴)
- اروپا (۱۹۹۵)
- مسافر عارف (۱۹۹۶)
- اروس (۱۹۹۷)
- رویاهای کریستالی (۱۹۹۸)
- رقص با موز (۱۹۹۹)
- الورا (۲۰۰۰)
- پلاتین ۲ لوح فشرده (۲۰۰۰)
- اداجیو (۲۰۰۱)
- بهترین‌های رویاهای عارف جلد ۱۸ (۲۰۰۱)
- زندگانی (۲۰۰۱)
- بهترین‌های ۲۰۰۰-۱۹۹۰ (۲۰۰۱)
- کافه مدیترانه (۲۰۰۴)
- اساسی‌ها (۲۰۰۵)
- بهترین‌ها (۲۰۰۹)
- مایا (۲۰۱۱)
- بهترین‌های ۲ (۲۰۱۲)